# William Robert Casey

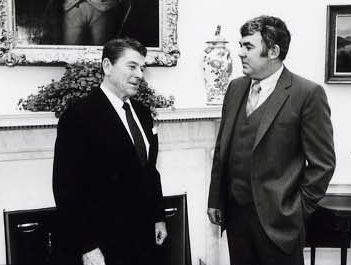
William Robert Casey (rechts) neben Ronald Reagan (1982)

William Robert Casey (* 15. Dezember 1944 in Denver) ist ein US-amerikanischer Bergbauingenieur und Diplomat.

## Leben
William Robert Casey schloss 1969 ein Studium an der Colorado School of Mines als Bachelor of Engineering ab.
Danach war er für verschiedene Bergbauunternehmen in Salt Lake City, Flin Flon, San Mateo, Boise und Denver tätig. Für das Mineralölunternehmen Conoco arbeitete er von 1977 bis 1979 als Projektmanager in Denver, Paris und Niger, wo er die Möglichkeiten des Unternehmens sich am Uranbergbau zu beteiligen auslotete. Dieses Unterfangen kam 1979 durch den Kernschmelzunfall im Kernkraftwerk Three Mile Island zum Erliegen. Casey wurde 1979 Manager der Rocky Mountain Energy Co. in Broomfield.
Er ließ sich in Longmont nieder, wo er sich in der Republikanischen Partei engagierte. Unter dem republikanischen US-Präsidenten Ronald Reagan wurde William Robert Casey 1982 als Nachfolger von James Bishop Botschafter der Vereinigten Staaten in Niger. Während seiner Amtszeit als Botschafter wurde das diplomatische Ziel der US-Regierung erreicht, dass der Uran-Produzent Niger dem Atomwaffensperrvertrag beitritt. Casey wurde als Botschafter in Niger 1985 von Richard Bogosian abgelöst.
William Robert Casey ist verheiratet und hat vier Kinder.